# معركة ملطين
معركة ملطين عام 1100، كانت حملة صليبية بقيادة بوهيموند الأول هزمها الدانمشنيين الترك بقيادة مالك غازي كمشتكين.
أنهت هذه المعركة سلسلة انتصارات المشاركين في الحملة الصليبية الأولى. بالدوين، كونت إديسا ولاحقاً ملك بيت المقدس، نجح فيما بعد في الاستيلاء على ملطين. إلا أن الدانشمنديون استولوا عليها عام 1101.